# Felipe Revelez
Daniel Felipe Revelez Pereira (Rocha, 30 settembre 1959) è un ex calciatore uruguaiano, di ruolo centrocampista.

## Carriera

### Club
Ha cominciato a giocare in patria nel Bella Vista.
Tra il 1983 e il 1985 è stato in Colombia al Deportivo Cali. A fine 1985 è stato brevemente in Argentina, giocando con il Chacarita Juniors.
È poi tornato in Uruguay giocando con Danubio, di nuovo Bella Vista, Nacional (con cui ha vinto la Coppa Intercontinentale nel 1988 e il campionato nel 1992), chiudendo la carriera di nuovo nel Danubio.

### Nazionale
Ha giocato con la nazionale Under-20 uruguayana, con cui ha partecipato al campionato mondiale di categoria nel 1979.
Tra il 1980 e il 1991 ha disputato venti gare con la nazionale uruguayana, segnando una rete e partecipando al Campionato mondiale di calcio 1990 e a due edizioni della Copa América: nel 1989 (quando conquistò il secondo posto) e nel 1991.

## Palmarès

### Club

#### Competizioni nazionali
- Campionato uruguaiano:   1

Nacional Montevideo: 1992

#### Competizioni internazionali
- Coppa Intercontinentale: 1

Nacional: 1988
- Recopa Sudamericana: 1

Nacional: 1989

### Individuale
- Equipo Ideal de América: 1

1990